# Виттман, Вальтер
Ва́льтер Ви́ттман (нем. Walter Wittmann; 6 апреля 1948, Грац — 22 июня 2020) — австрийский шахматист, международный мастер (1981).
Многократный призёр чемпионатов Австрии: в 1985 и 1987 годах он завоевал серебряные медали, в 1979, 1981, 1983 и 1989 годах — бронзовые.
В составе сборной Австрии участник 10 олимпиад (1976—1994) и 2 командных чемпионатов Европы (1989—1992).
На момент смерти не входил в число активных шахматистов Австрии, имел рейтинг 2090 очков и занимал 634-ю позицию в национальном рейтинг-листе.

## Изменения рейтинга
| Графики недоступны из-за технических проблем. См. информацию на Фабрикаторе и на mediawiki.org. |